# Áramlások súrlódási vesztesége

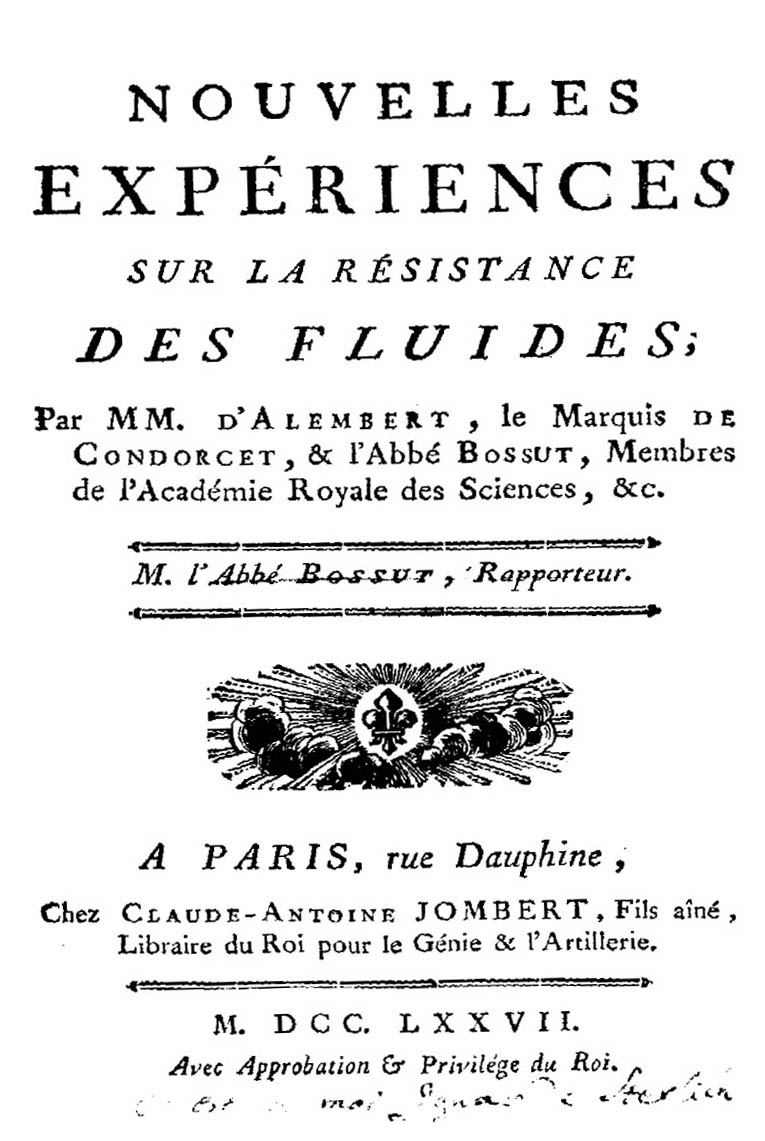
Jean Le Rond d'Alembert Nouvelles expériences sur la résistance des fluides, című alapművének címlapja 1777-ből

A folyadékok áramlástanában a súrlódási veszteség az a nyomásesés, amely áramló  folyadék edényében (például csőben vagy csatornában) lép fel, a folyadék viszkozitásának hatására (a folyadék és az edényfal kölcsönhatásának eredményeként).

## Mérnöki szempontok
A súrlódási veszteség jelentős mérnöki probléma mindenhol, ahol folyadékáramlást hoznak létre, akár falakkal teljesen határolt, zárt térrészben (például csőben), akár vagy félig nyitott, levegővel közös felszínnel rendelkező áramlást (például egy vízelvezető csatornában).
- Ez mindenféle vízvezeték megfelelő működésénél fontos szempont, beleértve a szennyvíz-csatornákat is. A problémát, tudományos igénnyel, legelőször a vízvezeték mérnök, Henry Darcy vizsgálta.
- A folyómedrekben a természetes áramlások a meghatározók, de a jóval keskenyebb patakmederben már nem elhanyagolható a súrlódási veszteség hatása, befolyásolja a patak vízszintjét, különösen áradáskor.
- A petrolkémiai szállításhoz használt csővezetékek gazdaságosságát erősen befolyásolja a súrlódási veszteség. A Jamal–Európa csővezeték 32,3 × 109 m3 térfogatnyi metángázt szállít évente, 50 × 106 feletti Reynolds-számokkal jellemezhető áramlással.[2]
- A vízenergia- alkalmazásokban a turbinához vezető csatornában, illetve a turbinára a vizet vezető csövek falán a felületi súrlódás miatt elveszett energia nem fordítható hasznos munkára, például villamosenergia-termelésre.
- A hűtési alkalmazásoknál (hűtőgép, hűtőházak) a berendezés működtetéséhez felhasznált energia főként a hűtőfolyadék csöveken, vagy a kondenzátoron keresztül történő átszivattyúzására fordítódik. Az osztott légkondícionáló rendszerekben a hűtőfolyadékot szállító csövek veszik át a légcsatornák helyét a beltéri légtechnikai rendszerekben (angol rövidítéssel HVAC; Heating, Ventilation, and Air Conditioning).

## A térfogatáram kiszámítása
A körkeresztmetszetű csövekben a térfogati folyadékáramot, azaz az időegység alatt átáramló folyadék térfogatát a következőképpen definiáljuk
{\displaystyle {\dot {V}}=\pi r^{2}v}
ahol
r = a cső sugara (körkeresztmetszetű cső esetén a cső belső sugara).
v = a csövön átáramló folyadék átlagos sebessége.
A = a cső keresztmetszete {\displaystyle ({A}=\pi r^{2})}
Hosszú csövekben a nyomásesés (feltéve, hogy a cső vízszintes) arányos az adott cső hosszával. A súrlódási veszteség ekkor az L cső egységnyi hosszára eső Δp nyomásváltozás
{\displaystyle {\frac {\Delta p}{L}}.}
Ha a nyomást az adott folyadékoszlop ekvivalens magasságában fejezzük ki, ahogyan ez a víznél megszokott, a súrlódási veszteséget S -ben fejezzük ki, a csőhosszonkénti "magasságveszteséget", egy dimenzió nélküli mennyiség, amelyet hidraulikus esés (angolul hydraulic slope, S) is neveznek.
{\displaystyle S={\frac {h_{f}}{L}}={\frac {1}{\rho \mathrm {g} }}{\frac {\Delta p}{L}}.}
ahol
ρ = a folyadék sűrűsége, ({\displaystyle {kg/m^{3}}})
g = a gravitációs gyorsulás értéke az adott helyen (a Föld felszínén g=9,81{\displaystyle {m/s^{2}}});

## A súrlódási veszteség jellemzése
A súrlódási veszteség, amely a cső felülete és a benne áramló folyadék közötti nyírófeszültségből adódik és az áramlási viszonyoktól, illetve és a rendszer fizikai tulajdonságaitól függ. Ezen feltételek összességét jól leírja a dimenzió nélküli Re szám, a Reynolds-szám.
{\displaystyle \mathrm {Re} ={\frac {1}{\nu }}VD}
ahol V a folyadék átlagos sebessége és D a (hengeres) cső átmérője. Ebben a kifejezésben magának a folyadéknak a tulajdonságai a {\displaystyle \nu }kinematikai viszkozitásban jelentkeznek
{\displaystyle \nu ={\frac {\mu }{\rho }}}
ahol
μ a folyadék viszkozitása ({\displaystyle {kg/m\cdot s}})

### Súrlódási veszteség egyenes csőben
Az egyenletes, egyenes csőszakaszok súrlódási veszteségét, amelyet "fő veszteségnek" neveznek, a viszkozitás, vagyis, a folyadékmolekulák egymáshoz, vagy a cső (esetleg durva) falához képest bekövetkező mozgása eredményezi. Az ebből származó veszteség értékét nagyban befolyásolja, hogy az áramlás lamináris (Re < 2000), vagy turbulens (Re > 4000):
- A lamináris áramlásban a veszteségek arányosak a folyadék V sebességével; ez a sebesség a cső sugara mentén egyenletesen változik (csökken) a folyadék sebessége, amely a cső felületén nulla. Ebben az esetben a csőfelület érdessége nem befolyásolja sem a folyadékáramlást, sem a súrlódási veszteséget.
- Turbulens áramlásban a veszteségek arányosak a folyadék sebességének négyzetével, V2-tel; itt a csőfelület közelében kialakuló kaotikus örvények rétege, az úgynevezett viszkózus réteg képezi az átmenetet a fal menti nulla és a középső nagy sebességű áramlás között. Ebben az esetben már számít a csőfelület érdessége. Az érdességet az ε/D "relatív érdesség" (fal érdessége és a D csőátmérő aránya) értékkel jellemzik. A turbulens áramláshoz három altartomány tartozik:
  - A cső sima áramlási tartományban a súrlódási veszteség viszonylag kevésbé függ a relatív érdességtől.
  - A cső durva áramlási tartományban a súrlódási veszteség a relatív érdességtől függ, de az áramlás Reynolds-számától nem.
  - Az átmeneti tartományban a súrlódási veszteség a Re számtól és a relatív érdességtől is függ.
- A 2000 < Re < 4000, Reynolds-számokkal jellemezhető áramlások esetén az áramlás instabil, idővel is változik, az áramlásban véletlenszerűen örvények keletkeznek és  tűnnek el. Az áramlás ezen tartományra, egyelőre még nincsen elég jó fizikai modell.

### Forma-súrlódás
Ha nem egyenes csőben áramlik a folyadék, ez is okozhat súrlódási veszteségeket; ezeket "mellékes veszteségnek" nevezik:
- Szerelvények, például ívek, csatlakozók, szelepek, vagy átmenetek (átmérőváltozások a tömlő- vagy csőátmérőben).
- A csőfalról az áramlásba lógó tárgyak (például az összeszereléshez használt szegecsek feje).

Egy rendszer teljes súrlódási veszteségének kiszámítása céljából az alaksúrlódás forrásait néha a vele egyenértékű veszteséget okozó egyenes cső hosszában adják meg.

## Felületi érdesség
A cső vagy csatorna felületének érdessége befolyásolja a folyadék áramlását turbulens áramlás esetén. Általában ε-nal jelölik, a vízáram kiszámításához használt értékek néhány jellemző anyag esetében a következők: 
| Anyag | mm            |
| --- | ------------- |
| Műanyag gégecső (effektív érdesség) | 3,5           |
| Régóta használt szennyvízcsatorna | 3,0           |
| Acél vízvezetékcső, átlagos rozsdásodással | 1,2           |
| Szegecselt acél | 0,9–9,0       |
| Beton (durva, erősen felérdesített aszfalt, vagy éles tárgyakkal koptatva), Tégla                                                                         | 0,5           |
| Beton | 0,3–3,0       |
| Fa donga | 0,2–0,9       |
| Horganyzott fémek (normál minőségű felülettel), Öntöttvas                                                                                                 | 0,15–0,26     |
| Aszfaltozott öntöttvas | 0,12          |
| Beton (friss, viszonylag friss, sima felülettel) | 0,1           |
| Acélcsövek, galvanizált fémek (sima felülettel), beton (friss, sima felülettel), azbeszt cementtel (eternit) hajlékony, egyenes gumicső (sima felülettel) | 0,025–0,045   |
| Közönséges, vagy hegesztett acél, kovácsoltvas | 0,045         |
| PVC, sárgaréz, vörösréz, üveg, egyéb, húzott cső | 0,0015–0,0025 |

A csatornákban (pl. levegő esetében) a súrlódási veszteség kiszámításához használt értékek a következők:
| Anyag                                                     | mm   |
| --------------------------------------------------------- | ---- |
| Rugalmas cső (a merevítő drótok a belső felszínen vannak) | 3,00 |
| Rugalmas cső (bevont merevítőkkel)                        | 0,90 |
| Horganyzott acél                                          | 0,15 |
| PVC, rozsdamentes acél, alumínium, szénacél               | 0,05 |

## A súrlódási veszteség számítása

### Hagen–Poiseuille-egyenlet
Lamináris áramlás a gyakorlatban, kis sebességgel áramló, nagyon viszkózus folyadékoknál, például motorolajoknál fordul elő. A súrlódási veszteséget, lamináris áramlás esetén a Hagen-Poiseuille törvénnyel számolhatjuk ki, amely a Navier-Stokes egyenlet egzakt megoldása. Egy ρ sűrűségű és μ viszkozitású folyadékkal rendelkező, kör keresztmetszetű cső esetében az S hidraulikus esés így fejezhető ki:
{\displaystyle S={\frac {64}{\mathrm {Re} }}{\frac {V^{2}}{2gD}}={\frac {64\nu }{2g}}{\frac {V}{D^{2}}}}
Lamináris áramlásban (azaz, amelyekben Re < ~2000), az S  hidraulikus meredekség arányos az áramlási sebességgel.

### Darcy–Weisbach egyenlet
Sok gyakorlati, mérnöki alkalmazásban a folyadékáramlás gyors, ezért inkább turbulens, mint lamináris. Turbulens áramlás esetén a súrlódási veszteség nagyjából arányos az áramlási sebesség négyzetével és fordítottan arányos a csőátmérővel, a súrlódási veszteség a fenomenológiai Darcy–Weisbach egyenletet követi, amelyben az S hidraulikus esés:
{\displaystyle S=f_{D}{\frac {1}{2g}}{\frac {V^{2}}{D}}}
ahol fD a Darcy-féle súrlódási tényező.
Az fD dimenzió nélküli tényező értéke a D csőátmérőtől és a csőfelület ε érdességétől, illetve a V áramlási sebességtől és a folyadék fizikai tulajdonságaitól is függ (melyet általában a Reynolds-szám jellemez). Ezért a valóságban a súrlódási veszteség nem pontosan arányos sem az áramlási sebesség négyzetével, sem a csőátmérő reciprokával: ezt az fD súrlódási tényező segítségével vesszük figyelembe.
A kísérleti mérések alapján az fD változásának általános jellemzői rögzített {\displaystyle \epsilon /D} relatív érdesség és {\displaystyle Re=V\cdot D/v} Reynolds-szám esetén (ha az nagyjából 2000) 
- Az ε /D < 10−6 relatív érdesség esetén, a Re növekedésével az fD értéke csökken, egy közelítő hatványtörvény szerint: ha fD egy nagyságrenddel változik, akkor a Re négy nagyságrenddel. Ezt "sima cső" üzemmódnak nevezik, ahol az áramlás turbulens, de nem érzékeny a cső érdességi jellemzőire (mivel az örvények sokkal nagyobbak, mint a fal jellemző érdessége).
- Nagyobb érdességnél, a Reynolds-szám növekedésével fD logaritmikusan változik az ε/D relatív érdesség függvényében. Ezt az esetet "durva cső" áramlásnak nevezik.
- Ha vizsgáljuk, hogy a "sima cső" áramlásból a "durva cső" áramlásba átlépés milyen Reynolds-számnál következik be, kiderült, hogy ez nagyjából fordítottan arányos a relatív érdesség értékével: minél nagyobb a relatív érdesség, annál alacsonyabb lesz ez az átlépési Re érték. Ez a sima- és a durva csőáramlás közötti "átmeneti" tartományban Nikuradse mérései az fD értékének csökkenését mutatják Re növekedésével, mielőtt alulról megközelítették volna az aszimptotikus értékét,[7] bár a Moody diagram nem követi ezeket az adatokat amely a  Colebrook–White egyenleten alapul.
- A 2000 < Re < 4000, tartományban van egy kritikus áramlási zóna, a laminárisból a turbulenciába való átmenet, ahol az fD értéke a 64/Re lamináris értékről a sima csőbeli áramlási értékig nő. Ebben az üzemmódban a folyadék áramlása instabil  és idővel örvények jelennek meg és tűnnek el az áramlásban.
- fD teljes függése a D csőátmérőtől a Re Reynolds-számban és az ε/D relatív érdességben fejeződik ki, hasonlóképpen a Re számban fejeződik ki a folyadék fizikai tulajdonságaitól (ρ sűrűség és a μ viszkozitás) való teljes függés. Ezt skálázásnak hívják.

Moody diagram Az f_{D} súrlódási tényezőt mutatja a Re (Reynolds-szám) függvényében a különböző anyagú, és felületi minőségű, kör keresztmetsztetű csövek estére.

Az fD kísérletileg mért értékei jól illeszkednek a (rekurzív) Colebrook–White egyenletből számítható értékekre, ha ábrázoljuk a Moody-diagramot, (vagyis az fD súrlódási tényezőt a Reynolds-szám függvényében az ε/D relatív érdesség kiválasztott értékeire.

### A csőben áramló víz súrlódási veszteségének kiszámítása

A víz súrlódási vesztesége a "hidraulikus esés", S és a folyadékáram, Q függvényében (ANSI Sch. 40 NPT PVC csőre, melyre az érdesség ε = 1,5 μm)

Egy tervezési feladat esetén a jelölt cső D átmérője és ε érdessége alapján választhatunk csövet egy adott S hidraulikus lejtőhöz. Ezekkel a mennyiségeket használva bemeneti adatokként az fD súrlódási tényező zárt formában kifejezhető a Colebrook–White egyenletben, vagy más illesztési függvényben és ebből kiszámítható a Q térfogatáram és a V áramlási sebesség.
Víz esetén (ρ = 1 kg/m3, μ =1,001 mPa·s ), amely egy 12 hüvelykes (300 mm) Schedule-40 PVC cső (ε = 0,0015 mm, D = 300mm), az S = 0,01 (1%) hidraulikus lejtő, Q=157 lps (liter per másodperc), vagy V = 2,17m/s sebesség mellett érhető el. A következő táblázat megadja különböző névleges csőméretek esetére az Re Reynolds-számot, az fD, Darcy-súrlódási tényezőt, a Q folyadékáramot és a V sebességet úgy, hogy a hidraulikus esés S = hf/L = 0,01.
| Csőátmérő | S    | Re     | fD   | Q       | V     |
| mm        | S    | Re     | fD   | liter/s | m/s   |
| --------- | ---- | ------ | ---- | ------- | ----- |
| 15        | 0,01 | 4467   | 5,08 | 0,055   | 0,28  |
| 20        | 0,01 | 7301   | 5,45 | 0,120   | 0,349 |
| 25        | 0,01 | 11090  | 5,76 | 0,232   | 0,416 |
| 40        | 0,01 | 23121  | 6,32 | 0,743   | 0,565 |
| 50        | 0,01 | 35360  | 6,64 | 1,458   | 0,674 |
| 75        | 0,01 | 68868  | 7,15 | 4,215   | 0,884 |
| 100       | 0,01 | 108615 | 7,50 | 8,723   | 1,062 |
| 150       | 0,01 | 215001 | 8,03 | 26,013  | 1,396 |
| 200       | 0,01 | 338862 | 8,39 | 53,951  | 1,672 |
| 250       | 0,01 | 493357 | 8,68 | 98,617  | 1,938 |
| 300       | 0,01 | 658254 | 8,90 | 156,765 | 2,171 |

Megjegyzendő, hogy az idézett források szerint  az áramlási sebességet 1,5 m/s alatti értéken kell tartani.

### Légáram súrlódási vesztesége

A Δp/L, (a nyomásveszteség a cső egységnyi hosszára vonatkoztatva) a Q áramlási térfogat függvényében, a D csőátmérő választási tartományához, normál hőmérsékletű és nyomású levegőhöz. Az állandó Re√f_{D} értékekhez tartozó görbék is láthatók.

A súrlódási veszteség akkor keletkezik, amikor a folyadékkal együtt gáz, például levegő is áramlik a csatornákban. Az áramlás jellege ilyenkor eltér attól az esettől, mikor csak víz van a csőben, mert jelentősen más a Reynolds-szám és a relatív érdesség.
A súrlódási veszteséget általában nyomásveszteségként Δp/L adják meg egy adott csőhosszra, kg/(s2·m2). egy méterre
A légcsatorna anyagának konkrét megválasztásakor, (feltételezve, hogy a levegő normál hőmérsékleten és nyomáson van), szabványos diagramok használhatók a várható súrlódási veszteség kiszámításához. Az ebben a részben bemutatott diagram felhasználható a beépítendő csatorna szükséges átmérőjének grafikus meghatározására olyan alkalmazásban, ahol az áramlás térfogatát határozzák meg és ahol az a cél, hogy az S, vezeték egységnyi hosszára eső nyomásveszteséget valamilyen célérték alatt tartsák, a vizsgált rendszer minden részében. Először ki kell választani a kívánt nyomásveszteséget Δp/L, mondjuk 1kg/(s2·m2) a függőleges tengelyen (ordináta). Ezután le kell olvasni a szükséges Q térfogatáram, mondjuk 1m3/s -nél és D = 0,5m átmérőjű csatorna választva a Δp/L a célértéknél kisebb nyomásveszteséget eredményez. Mellékesen, a D = 0,6m átmérőjű csatorna választásakor Δp/L=0,02 kg/(s2·m2) a veszteség, kissé nagyobb átmérőjű légcsatorna jelentősen javítja a befújás hatékonyságát.
A következő táblázat megadja a Q áramot úgy, hogy a súrlódási veszteség egységnyi hosszonkénti Δp/L 0,082, 0,245 és 0,816 kg/(s2·m2) a különböző névleges csőméretek esetén. Az áramlási térfogat adott értékénél a csatorna méretének növelése (mondjuk 100 mm-ről 120 mm-re) harmadára csökkenti a súrlódási veszteséget.
| Δp/L (kg/m2s2) | 0,082  | 0,245  | 0,816   |
| Duct size      | Q      | Q      | Q       |
| -------------- | ------ | ------ | ------- |
| mm             | m3/s   | m3/s   | m3/s    |
| 63             | 0,0012 | 0,0024 | 0,0048  |
| 80             | 0,0024 | 0,0046 | 0,0093  |
| 100            | 0,0045 | 0,0085 | 0,0171  |
| 125            | 0,0083 | 0,0157 | 0,0313  |
| 160            | 0,0163 | 0,0308 | 0,0611  |
| 200            | 0,0301 | 0,0563 | 0,1114  |
| 250            | 0,0551 | 0,1030 | 0,2030  |
| 315            | 0,1031 | 0,1919 | 0,3771  |
| 400            | 0,1965 | 0,3646 | 0,7141  |
| 500            | 0,3582 | 0,6627 | 1,2945  |
| 630            | 0,6657 | 1,2285 | 2,3939  |
| 800            | 1,2613 | 2,3217 | 4,5131  |
| 1000           | 2,2877 | 4,2018 | 8,1504  |
| 1200           | 3,7172 | 6,8161 | 13,2000 |

Az itt bemutatott táblázat sima csőbeli turbulens áramlásra vonatkozik.

## Fordítás
Ez a szócikk részben vagy egészben  a   Friction loss című angol Wikipédia-szócikk ezen változatának fordításán alapul.  Az eredeti cikk szerkesztőit annak laptörténete sorolja fel. Ez a jelzés csupán a megfogalmazás eredetét és a szerzői jogokat jelzi, nem szolgál a cikkben szereplő információk forrásmegjelöléseként.